# Stade Omnisports Idriss Mahamat Ouya
Het Stade Omnisports Idriss Mahamat Ouya (Arabisch: ملعب وطني) is een multifunctioneel stadion in Ndjamena, Tsjaad. Het stadion wordt vooral gebruikt voor voetbalwedstrijden. Het nationale elftal speelt hier bijvoorbeeld wel eens internationale thuiswedstrijden. In het stadion kunnen 20.000 toeschouwers. Sommige bronnen spreken van 30.000.
Het stadion is vernoemd naar Mahamat Idriss (1942–1987), een hoogspringer uit Tsjaad.
Verschillende voetbalclubs gebruiken dit stadion als hun thuisbasis. Het gaat om Gazelle FC, Renaissance FC, AS CotonTchad, Tourbillon FC, Postel 2000 FC, Foullah Edifice FC en DGSSIE